# گونیل پیککول
گونیل پیککول (انگلیسی: Gunilla Paijkull؛ زادهٔ ۵ سپتامبر ۱۹۴۳) بازیکن فوتبال اهل سوئد است.